# Aeropuerto El Palomar
El Aeropuerto Internacional El Palomar (FAA: PAL - IATA: EPA - OACI: SADP) es un aeropuerto argentino de uso militar y comercial (anteriormente de forma temporaria, y permanente desde 2018) ubicado a 18 km al oeste de la ciudad de Buenos Aires en la localidad de El Palomar, municipio de Morón, Provincia de Buenos Aires. Es la base de la I Brigada Aérea.
Fue inaugurado el 20 de julio de 1910 como aeródromo para dar servicio a escuelas de aviación, mucho antes de la creación de barrios aledaños. Llegó a superar a Ezeiza en cantidad de vuelos de cabotaje, y al Aeroparque de la Ciudad de Buenos Aires en el segmento de vuelos regionales a países limítrofes. Desde su reconversión como aeropuerto. La medida se extendería "hasta tanto se realicen las pericias técnicas que acrediten las condiciones de seguridad, tanto de la empresa, como del aeropuerto". Se han abierto siete sumarios  en la ANAC por diversas irregularidades. D
El 9 de febrero de 2018 se reinauguró como "aeropuerto comercial" luego de ser base aérea durante un siglo. Hasta febrero de 2020 operó de manera regular; desde entonces ya no registra operaciones comerciales, debido a la pandemia.

## Destinos
Este aeropuerto estaba siendo utilizado como un anexo para Aeroparque Jorge Newbery (después del Aeropuerto Internacional de Ezeiza), debido al mantenimiento de sus pistas en torno a noviembre de 2010.[cita requerida] También, desde aquí han partido y aterrizado vuelos de la aerolínea LADE con destinos a Bahía Blanca, Santa Rosa y Comodoro Rivadavia. operan aviones privados, militares de la Fuerza Aérea Argentina, y comerciales de LADE (Líneas Aéreas del Estado). En tanto, la aerolínea trasandina Sky Airline, también fue autorizada a operar desde el aeropuerto. La filial local de JetSmart inició el 10 de abril de 2019 sus vuelos de cabotaje. Desde el Aeropuerto Internacional de El Palomar operaron 3 aerolíneas (las cuales fueron llevadas al Aeropuerto Internacional de Ezeiza). Actualmente opera la Fuerza Aérea Argentina.
| Fuerza Aérea Argentina | KC-130H Hercules |

## Estadísticas
| Ranking | Variación | Ciudad                             | Pasajeros (2017) | Pasajeros (2018) | Pasajeros (2019) | Variación % | Aerolíneas                           |
| ------- | --------- | ---------------------------------- | ---------------- | ---------------- | ---------------- | ----------- | ------------------------------------ |
| 1       | =         | San Carlos de Bariloche, Argentina | N/D              | 109 800          | 271 006          | +146,82     | Flybondi, JetSmart AR                |
| 2       | 3         | Puerto Iguazú, Argentina           | N/D              | 59 391           | 167 562          | +183,13     | Flybondi, JetSmart AR                |
| 3       | =         | Mendoza, Argentina                 | N/D              | 69 215           | 163 912          | +136,82     | Flybondi, JetSmart AR                |
| 4       | 11        | Santiago de Chile, Chile           | N/D              | 666              | 161 787          | +24,192     | JetSmart CH, JetSmart AR             |
| 5       | 3         | Córdoba, Argentina                 | N/D              | 104 174          | 157 381          | +51,08      | Flybondi, JetSmart AR                |
| 6       | 3         | Salta, Argentina                   | N/D              | 38 754           | 143 397          | +170,02     | Flybondi, JetSmart AR                |
| 7       | 3         | Corrientes, Argentina              | N/D              | 63 950           | 109 550          | +71,31      | Flybondi                             |
| 8       | 1         | Neuquén, Argentina                 | N/D              | 43 560           | 102 322          | +134,90     | Flybondi, JetSmart AR                |
| 9       | 1         | San Miguel de Tucumán, Argentina   | N/D              | 41 552           | 99 397           | +139,21     | Flybondi, JetSmart AR                |
| 10      | 4         | Posadas, Argentina                 | N/D              | 49 115           | 93 581           | +90,53      | Flybondi                             |
| 11      | 1         | San Salvador de Jujuy, Argentina   | N/D              | 38 278           | 92 270           | +141,05     | Flybondi                             |
| 12      | 1         | Asunción, Paraguay                 | N/D              | 2156             | 58 827           | +2.629      | Flybondi                             |
| 13      | 2         | Santiago del Estero, Argentina     | N/D              | 20 850           | 47 647           | +128,52     | Flybondi                             |
| 14      | Nuevo     | Trelew, Argentina                  | N/D              | N/D              | 32 652           | +Nuevo      | Flybondi                             |
| 15      | '         | Bahía Blanca, Argentina            | N/D              | 16 907           | 16 902           | -100        | Flybondi (Finalizó en junio de 2019) |
| 16      | Nuevo     | Río de Janeiro, Brasil             | N/D              | N/D              | 12 198           | +Nuevo      | Flybondi                             |
| 17      | 3         | Punta del Este, Uruguay            | N/D              | 1359             | 9651             | +610        | Flybondi                             |
| 18      | Nuevo     | Ushuaia, Argentina                 | N/D              | N/D              | 3653             | +Nuevo      | JetSMART AR                          |
| 19      | Nuevo     | Florianópolis, Argentina           | N/D              | N/D              | 2184             | +Nuevo      | Flybondi                             |

### Market share
| Ranking | Aerolíneas      | Pasajeros | Share   |
| ------- | --------------- | --------- | ------- |
|         |                 |           |         |
| 2       | JetSMART AR, CH | 515 687   | 29,30 % |

## Iniciativa privada
Es operado desde julio de 2017. por la aerolínea low-cost Flybondi.

## Controversias
El Aeropuerto ha suscitado diversas polémicas, entre ellas la presencia de un colegio secundario a 500 m (metros) de la cabecera 34. y el reclamo de la comunidad de proteger el espacio lindero a la base bajo el marco de "Reserva Natural" por poseer relevantes características ambientales de importancia biológica, proteger de inundaciones a la población y mantener el aire limpio de contaminantes, preservando la calidad de vida de los habitantes. Asimismo, por la falta del instrumental de seguridad en los aterrizajes denominado ILS, hasta su instalación en mayo de 2019, fue causa de frecuentes cancelaciones de vuelos y desvíos a otros aeropuertos por las condiciones climáticas.
Antes de su apertura, se denunciaron problemas ambientales y de seguridad, y un amparo frenó la construcción de la terminal. Además, un grupo de abogados presentaron un recurso de amparo ante el Juzgado Federal, Civil, Comercial y Contencioso Administrativo N.º 2 de San Martín para impedir que el aeropuerto de El Palomar comience a operar como estación comercial debido a graves incumplimientos de normativas ambientales con la presunta violación de acuerdos internacionales, maniobras fraudulentas por parte de la empresa Flybondi y ausencia de un Plan de Evacuación de Emergencia. Una de las abogadas patrocinantes advirtió que hubo irregularidades en el proceso administrativo por el cual se llegó a la habilitación de la empresa Flybondi, se advirtió que «a 500 metros de la cabecera de la pista de aterrizaje habilitada por el ministro de Transporte Guillermo Dietrich hay una escuela y entre otras irregularidades desde que la empresa Flybondi se constituyó en septiembre de 2016, tuvo tres cambios de domicilio y dos conformaciones de directorios, con todos sus participantes extranjeros». Además, no se había desarrollado ningún estudio de impacto ambiental que avalara el plan oficial. También se sumó a la oposición de vecinos, especialistas y ambientalistas el cuestionamiento de los organismos de Derechos Humanos, pues allí accionó la represión clandestina durante la dictadura y la legislación no permite ningún tipo de reforma estructural sobre estos sitios. La Asociación Seré por la Memoria y la Vida sumó otra presentación contra el proyecto aerocomercial. También generó rechazos de las Fuerzas Aéreas, ya que el propio jefe de dicha arma objetó el proyecto, recordando que se trata de una unidad militar que forma parte del Sistema de Defensa Nacional. También hubo fuertes críticas a la falta de seguridad de la empresa, dado que en su vuelo inaugural registró un desperfecto en el motor tras 10 minutos en el aire y debió aterrizar de emergencia.